# Atheta aeneicollis
Atheta aeneicollis (лат.) — вид жуков из подсемейства Aleocharinae семейства стафилиниды. Палеарктический вид: Европа, Канарские острова, запад Северной Африки, Кипр, Израиль и Сирия. Обитает на берегах, в лесах (пойма, холмы и горы), лесовосстановлениях (Picea, Pinus), галечных берегах, озёрах, пастбищах, заболоченных территориях, полянах, лугах, краях пастбищ с деревьями, ущельях, кустарникахз, исторических садах, виноградниках, берегах озер. Также отмечен в таких биотопах как сельские поселения поймы, невозделываемые территории, фруктовые сады, болотистые местности, овощные культуры, субальпийские кустарники (Alnus) и посевы кукурузы.  Мелкие коротконадкрылые жуки. Усики 11-члениковые, прикрепляются у внутреннего края глаз. Средние и задние лапки 5-члениковые (передние 4-члениковые). Челюстные щупики 4-члениковые. Губные щупики состоят из 3 сегментов. Средние тазики сближенные, почти соприкасаются друг с другом.